# Polynema brevicarinae
Polynema brevicarinae is een vliesvleugelig insect uit de familie Mymaridae. De wetenschappelijke naam is voor het eerst geldig gepubliceerd in 1961 door Annecke & Doutt.